# Ktenostreptus calcaratus
Ktenostreptus calcaratus är en mångfotingart som beskrevs av Demange 1962. Ktenostreptus calcaratus ingår i släktet Ktenostreptus och familjen Harpagophoridae. Inga underarter finns listade i Catalogue of Life.